# Талиев, Валерий Иванович
Вале́рий Ива́нович Тали́ев (10 [22] февраля 1872, Лукоянов, Нижегородская губерния, Российская империя — 21 февраля 1932, Москва, СССР) — русский и советский ботаник и ботаникогеограф, профессор Петровской сельскохозяйственной академии, исследователь флоры Крыма, разрабатывал вопросы эволюционного учения, биологии растений, прикладной ботаники, охраны природы; автор ряда учебников, определителей растений и научно-популярных книг.

## Биография
В. И. Талиев родился 10 (22) февраля 1872 года в городе Лукоянове Нижегородской губернии в мордовской семье учителя. Начальное образование получил в Сергачском уездном училище, которое окончил в 1883 году, а затем продолжил обучение в гимназии при Нежинском историко-филологическом институте. В 1890 году по окончании гимназии поступил на естественно-историческое отделение физико-математического факультета Казанского университета. В 1894 году Талиев окончил с золотой медалью университетский курс по специальности ботаника и в этом же году был зачислен на третий курс медицинского факультета Харьковского университета. После его окончания, с 1897 года до 1899 года, отбывая воинскую повинность, работал военным врачом в Феодосии.
В 1899 году выдержал магистерские экзамены при Харьковском университете и с 1900 года работал ассистентом ветеринарного института, а затем был принят на должность приват-доцента Харьковского университета, где работал до 1919 года. В эти же годы Талиев преподавал ботанику в Харьковском ветеринарном институте и Харьковском медицинском институте.
В 1902 году В. И. Талиев защитил в Харьковском университете магистерскую диссертацию по теме «Флора Крыма и роль человека в её развитии».
В эти годы Валерий Иванович много сил и энергии уделял пропаганде взглядов охраны природы. Он организовал ряд выставок в различных городах Украины (Харькове, Киеве и др.), привлекая внимание общественности к этому важному вопросу. Он также являлся создателем и бессменным руководителем Харьковского общества любителей природы — одного из самых активных и авторитетных природоохранных обществ Российской империи.
В 1916 году в Петербургском университете В. И. Талиев защитил докторскую диссертацию на тему «Опыт исследования процесса видообразования в живой природе» и в 1917 году стал деканом в Харьковском университете.
В 1919 году по конкурсу был избран на кафедру ботаники Петровской сельскохозяйственной академии. Одновременно с кафедрой профессор В. И. Талиев возглавил также и ботанический сад академии. В этот период сад был значительно реорганизован, удалены многие деревья, изменён ассортимент растений.
В 1925 году В. И. Талиев был приглашён профессором на кафедру методики сельскохозяйственной ботаники на Высшие педагогические курсы. В 1931 году утверждён профессором агроботаники Московского зернового института, в котором он работал до последних дней своей жизни.
21 февраля 1932 года В. И. Талиев скончался. По его воле, выраженной в завещании, урна с прахом захоронена на территории ботанического сада Академии.

## Научная деятельность
Основные научные работы посвящены вопросам флористики и ботанической географии, морфологии и биологии растений, фитопатологии, охраны природы, видообразования и эволюции.
Считал антропогенный фактор определяющим в истории развития и распределения растительности. Своеобразие флоры Крыма, безлесье крымской яйлы, особенности меловых обнажений, безлесье степей и исчезновение редких растений объяснял деятельностью человека и отчасти животных.
Активно выступал против витализма, подвергая острой критике виталистские взгляды С. И. Коржинского и его теорию гетерогенезиса. Резко отрицательно он относился и к учению А. Вейсмана, находя его теорию наследственности преформистской, возвратом к средневековым представлениям.
Разрабатывал отдельные вопросы эволюционного учения и биологии растений (способы опыления).
Уделял особое внимание растениям-медоносам, в 1927 году в результате многолетней работы опубликовал «Научные основы учения о медоносах».
На основе лекций, читанных студентам медицинского факультета Харьковского университета, В. И Талиев написал учебник ботаники, выдержавший семь изданий (первое издание в 1907 году, последнее, посмертное — в 1933 году)
Талиев издал свой курс ботаники для сельскохозяйственных, педагогических и других высших учебных заведений «Основы ботаники в эволюционном изложении», выдержавший несколько изданий.
На протяжении почти полустолетия студенты многих вузов России и СССР учились определять высшие растения по определителям В. И. Талиева. Первое издание его определителя высших растений вышло в свет в 1907 году, последнее, десятое издание подготовленное профессором С. С. Станковым, в 1949 году. Кроме того, Талиев составил определители луговых и сорных растений, которые также несколько раз переиздавались.
В. И. Талиев был ма́стерским популяризатором научных знаний. Ему принадлежат свыше 30 научно-популярных книг и статей и множество критических обзоров, рефератов и рецензий. Его книги «Строение и жизнь растений» (1924), «Единство жизни» (1925), «Биология наших растений» (1925) являются образцами отечественной научно-популярной литературы.

## Научные труды
- Растительность окрестностей гор. Сергача Нижегородской губернии (семенные растения) // Тр. о-ва естествоиспытателей при Казанском университете. — 1894. — Т. 27. — С. 1—45..
- Меловые боры Донецкого и Волжского бассейнов // Тр. о-ва испытателей природы при Харьковском университете. — 1895 (1896). — Т. 29. — С. 225—282..
- Очерк биологии сорных растений // Естествознание и география. — 1896. — Вып. № 8. — С. 812—821..
- Флора Крыма и роль человека в его развитии // Тр. о-ва испытателей природы при Харьковском университете. — 1900 (1901). — Т. 35. — С. 107—338..
- Руководство к сознательной гербаризации и ботаническим наблюдениям (для ботаников-любителей). — СПб.: Изд. Ф. Павленкова, 1900. — 165 с..
- О целесообразности в природе // Научное обозрение. — 1902. — Вып. 1, 2. — С. 107—114; 129—139..
- К морфологии и генезису насекомоядных растений // Тр. о-ва испытателей природы при Харьковском университете. — 1903 (1904). — Т. 38, вып. 1. — С. 105—144..
- Растительность южного берега Крыма (Деревья и кустарники). — Харьков: Русская типография и литография, 1909. — 184 с..
- Охраняйте природу: Харьковское общество любителей природы. — Харьков, 1914. — 7 с..
- Опыт исследования процесса видообразования в живой природе. — Харьков, 1915. — 280 с..
- Строение и жизнь растения. — 3-е изд. — М.: Госиздат, 1924. — 226 с..
- Биология наших растений. — М.—Л.: Госиздат, 1925. — 156 с.
- Единство жизни (растение как животное). — М.—Л.: Госиздат, 1925. — 262 с..
- Наши луговые и сорные растения. — М.: Новая деревня, 1925. — 143 с..
- Талиев В. И., Завадовский М. М. Организм, среда и приспособление. — М.-Л.: Гос. изд-во, 1926. — 160 с.
- Бобринский Н. А., Четвериков С. С., Огнев С. И., Талиев В. И. Сбор и приготовление зоологических коллекций: пос. для вузов. — М.-Л.: Гос. изд-во, 1925. — 112 с..
- Житков Б. М., Огнев С. И., Талиев В. И. Биология птиц: пособие для вузов. — М.-Л.: Гос. изд-во, 1925. — 95 с..
- Процесс видообразования в роде Tulipa // Труды по прикладной ботанике, генетике и селекции. — 1929-1930. — Т. 24, вып. 2. — С. 57—122.
- Общая диагностика заболеваний растений. — М.—Л.: Сельхозгиз, 1930. — 125 с..
- Основы ботаники в эволюционном изложении: курс ботаники для сельскохоз., педагогич. и др. вузов. — 6-е изд. — М.-Л.: Сельхозгиз, 1931. — 671 с..
- Определитель луговых и сорных растений: уч. пос. для сельскохоз. школ, техникумов и заочного обучения. — ОГИЗ-Сельхозгиз, 1931. — 152 с..
- Определитель высших растений Европейской части СССР. — 9-е изд. — М.: ОГИЗ-Сельхозгиз, 1941. — 644 с..
- Станков С. С., Талиев В. И., Хржановский В. Г. Определитель высших растений европейской части СССР: уч. пос. для гос. университетов, пед. и сельскохоз. ин-тов. — М.: Сов. наука, 1957. — 740 с.

## Увековечение памяти В. И. Талиева

### Таксоны растений, названые в честь Талиева
- Thymus talijevii Klok. & Desiat.-Shost. — Тимьян Талиева — скальный эндемик Урала и Предуралья (занесён в Красные книги Республики Коми и Республики Башкортостан)

- Thymus talijevii f. hirticaulis (Klokov) P.A.Schmidt
- Thymus talijevii subsp. paucifolius (Klokov) P.A.Schmidt
- Thymus talijevii subsp. rotundatus (Klokov) Knjaz

- Allium talijevii Klok. — Лук Талиева
- Jurinea talijevii  Klok. — Наголоватка Талиева
- Erysimum talijevi  Klok. — Желтушник Талиева
- Syrenia tallijevi Klok. — Сирения Талиева
- Tulipa talijevii Klok. & Zoz — Тюльпан Талиева
- Rosa talijevii Dubovik — Шиповник Талиева
- Koeleria talievii Lavr. — Келерия Талиева, или Тонконог Талиева
- Campanula  talievii Juz. — Колокольчик Талиева
- Centaurea taliewii Kleop. — Василёк Талиева
- Astragalus talievii Sirj. = Astragalus tibetanus Bunge —  Астрагал тибетский